# Politique dans le Puy-de-Dôme
 (août 2025).
Si vous disposez d'ouvrages ou d'articles de référence ou si vous connaissez des sites web de qualité traitant du thème abordé ici, merci de compléter l'article en donnant les références utiles à sa vérifiabilité et en les liant à la section « Notes et références ».
Le département français du Puy-de-Dôme est un département créé le 4 mars 1790 en application de la loi du 22 décembre 1789, à partir des anciennes provinces d'Auvergne et du Bourbonnais. Les 464 actuelles communes, dont presque toutes sont regroupées en intercommunalités, sont organisées en 31 cantons permettant d'élire les conseillers départementaux. La représentation dans les instances régionales est quant à elle assurée par 20 conseillers régionaux. Le département est également découpé en 5 circonscriptions législatives, et est représenté au niveau national par cinq députés et trois sénateurs.

## Histoire politique
Depuis les élections de 2005, la politique puydômoise a muté. Un nouveau président de Région avait été élu, Pierre-Joël Bonté (décédé le 18 janvier 2006), ancien président du Conseil général du Puy-de-Dôme, et ancien maire de Riom. Le clermontois Jean-Yves Gouttebel l'avait remplacé à la tête du Conseil général en mars 2004.
L'ancien président de Région, Valéry Giscard d'Estaing s'est retiré de la vie politique locale. La même année, le décès du maire de Chamalières, Claude Wolff, signe la disparition d'une autre figure locale de la droite.
L'UMP est dirigée à présent par un proche de Nicolas Sarkozy, Brice Hortefeux. Il hésite à se lancer dans la course pour les municipales de 2008 à Clermont-Ferrand.
Le fils de Valéry Giscard-d'Estaing, Louis Giscard d'Estaing est la seconde nouvelle figure de la droite locale. Il est député UMP, et maire de Chamalières.
Les autres grandes figures de la politique puydômoise sont Michèle André, Maurice Adevah-Pœuf (député-maire de Thiers), Christian Barges (maire de Chabreloche), Michel Charasse (sénateur-maire de Puy-Guillaume et ancien ministre du budget) Serge Godard (maire de Clermont-Ferrand), Alain Néri (député de la deuxième circonscription, pour le Parti socialiste) et André Chassaigne, député de la cinquième circonscription pour le Parti communiste.
Dans un fief acquis à la gauche, le département était marqué par la domination locale de l'UDF sur l'ancien RPR. L'influence de Valéry Giscard-d'Estaing a longtemps mis en retrait les Chiraquiens, peu présents dans le Puy de Dôme. La réunification des deux partis dans les années 2000 a dopé l'influence de la droite. Plusieurs villes de taille moyenne sont dirigées par l'UMP. C'est le cas de Chamalières ou de Royat, fiefs de la droite, ou encore d'Issoire avec Pierre Pascallon. Dans les zones rurales, la droite a surtout pris ses quartiers dans la Limagne et autour de la frontière avec la voisine Corrèze.
Le MPF est dirigé par François Barrière colistier lors des dernières municipales de Clermont-Ferrand sur la liste de l'UMP, il représentait le MPF.
L'UDF -nouvellement MoDem- est présente à travers l'ancien député clermontois Michel Fanget, secrétaire fédéral du Parti centriste.
De son côté, l'extrême-droite a la particularité d'avoir un des poids électoraux les plus faibles du pays. Le Front National est animé par la famille Faurot.

## Représentation politique et administrative

### Préfets et arrondissements

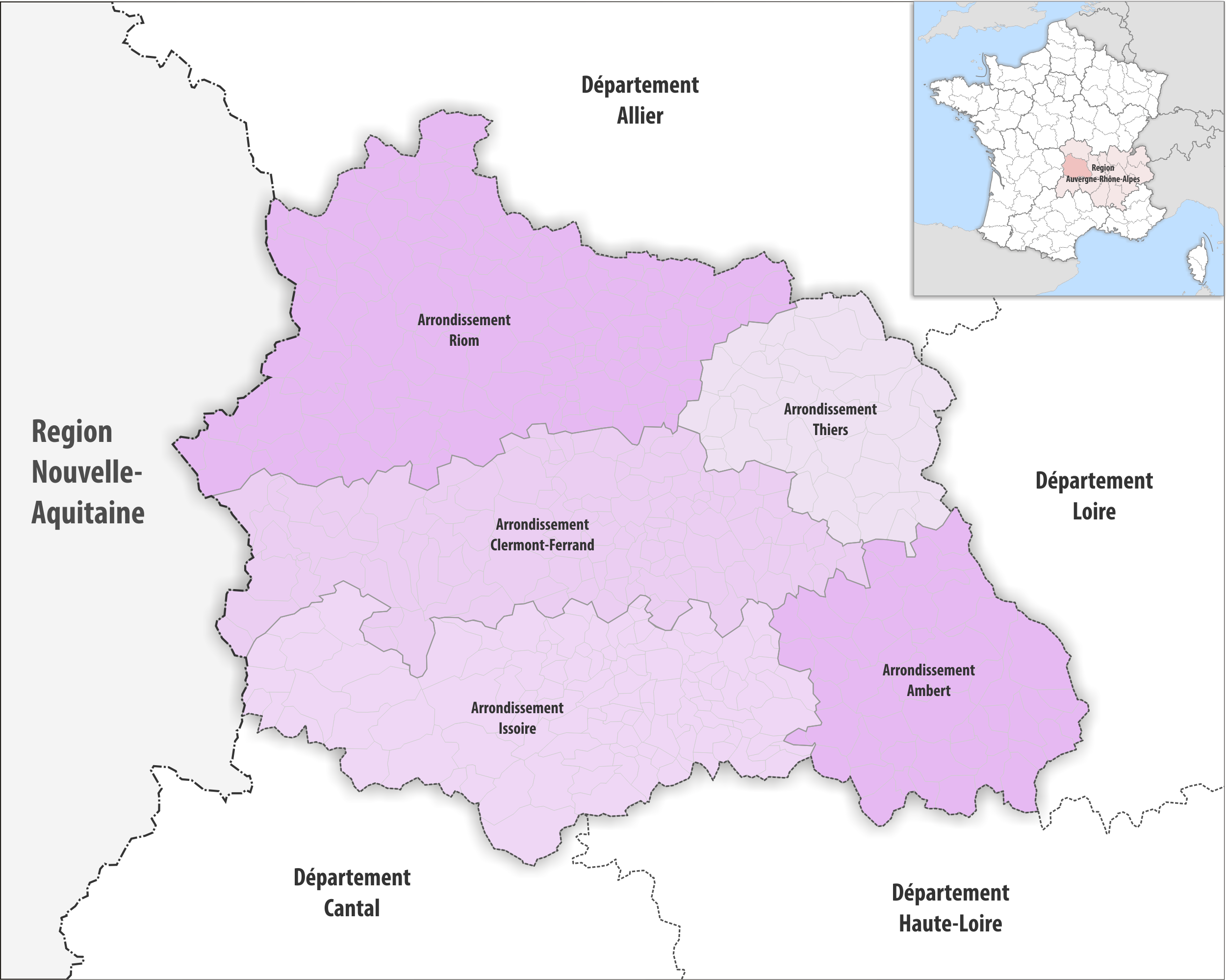
Arrondissements

La préfecture du Puy-de-Dôme est localisée à Clermont-Ferrand. Le département possède en outre deux sous-préfectures à Ambert, Issoire, Riom, Thiers.

### Députés et circonscriptions législatives

Circonscriptions et affiliations à l'issue des élections de 2024.

| Circ. | Nom                    |  | Parti | Groupe                           | Suppléant          |
| ----- | ---------------------- |  | ----- | -------------------------------- | ------------------ |
| 1re   | Marianne Maximi        |  | LFI   | La France insoumise              | Diego Landivar     |
| 2e    | Christine Pirès-Beaune |  | PS    | Socialistes et apparentés        | Michaël Baré       |
| 3e    | Nicolas Bonnet         |  | LÉ    | Écologiste et social             | Elisabeth Crozet   |
| 4e    | Delphine Lingemann     |  | MoDem | Les Démocrates                   | Christian Poinsot  |
| 5e    | André Chassaigne       |  | PCF   | Gauche démocrate et républicaine | Julien Brugerolles |

### Sénateurs
| Nom             |  | Parti | Groupe                                        | Autres mandats (passés ou actuels) |
| --------------- |  | ----- | --------------------------------------------- | ---------------------------------- |
| Jean-Marc Boyer |  | LR    | Les Républicains                              |                                    |
| Marion Canalès  |  | PS    | Socialiste, écologiste et républicain         |                                    |
| Éric Gold       |  | PRG   | Rassemblement démocratique et social européen |                                    |

### Conseillers départementaux

Cantons et affiliations à l'issue des élections de 2021.

| Canton                 | Conseiller Sortant        | Parti | Parti | Conseiller Élu            | Parti | Parti |
| ---------------------- | ------------------------- | ----- | ----- | ------------------------- | ----- | ----- |
| Aigueperse             | Claude Boilon             |       | MR    | Fabrice Magnet            |       | DVC   |
| Aigueperse             | Catherine Cuzin           |       | MR    | Karina Monnet             |       | DVC   |
| Ambert                 | Valérie Prunier           |       | LR    | Valérie Prunier           |       | LR    |
| Ambert                 | Michel Sauvade            |       | DVD   | Michel Sauvade            |       | DVC   |
| Aubière                | Pierre Riol               |       | DVD   | Pierre Riol               |       | DVD   |
| Aubière                | Éléonore Szczepaniak      |       | DVD   | Éléonore Szczepaniak      |       | DVD   |
| Beaumont               | Jean-Paul Cuzin           |       | DVD   | Jean-Paul Cuzin           |       | DVC   |
| Beaumont               | Anne-Marie Picard         |       | LR    | Anne-Marie Picard         |       | LR    |
| Billom                 | Jocelyne Glace Le Gars    |       | PCF   | Jocelyne Glace Le Gars    |       | PCF   |
| Billom                 | Jacky Grand               |       | PCF   | Jacky Grand               |       | PCF   |
| Brassac-les-Mines      | Nicole Esbelin            |       | PS    | Fabien Besseyre           |       | DVD   |
| Brassac-les-Mines      | Bernard Sauvade           |       | MR    | Pascale Brun              |       | LR    |
| Cébazat                | Colette Bethune           |       | DVD   | Colette Bethune           |       | DVD   |
| Cébazat                | Flavien Neuvy             |       | UDI   | Flavien Neuvy             |       | UDI   |
| Chamalières            | Marie-Anne Marchis        |       | UDI   | Marie-Anne Marchis        |       | UDI   |
| Chamalières            | Jean Ponsonnaille         |       | LR    | Jean-Pierre Lunot         |       | LR    |
| Châtel-Guyon           | Lionel Chauvin            |       | LR    | Lionel Chauvin            |       | LR    |
| Châtel-Guyon           | Anne-Marie Maltrait       |       | DVD   | Anne-Marie Maltrait       |       | DVD   |
| Clermont-Ferrand-1     | Valérie Bernard           |       | G.s   | Valérie Bernard           |       | G.s   |
| Clermont-Ferrand-1     | Alexandre Pourchon        |       | PS    | Alexandre Pourchon        |       | PS    |
| Clermont-Ferrand-2     | Gérald Courtadon          |       | G.s   | Gérald Courtadon          |       | G.s   |
| Clermont-Ferrand-2     | Manuela Ferreira de Sousa |       | PS    | Manuela Ferreira de Sousa |       | PS    |
| Clermont-Ferrand-3     | Pierre Danel              |       | PS    | Rémi Veyssiere            |       | PCF   |
| Clermont-Ferrand-3     | Sylvie Maisonnet          |       | PS    | Sylvie Maisonnet          |       | PS    |
| Clermont-Ferrand-4     | Damien Baldy              |       | PS    | Damien Baldy              |       | PS    |
| Clermont-Ferrand-4     | Dominique Briat           |       | PS    | Dominique Briat           |       | PS    |
| Clermont-Ferrand-5     | Jean-Yves Gouttebel       |       | MR    | Sébastien Galpier         |       | LR    |
| Clermont-Ferrand-5     | Élise Serin               |       | MR    | Sylviane Khemisti Galpier |       | LR    |
| Clermont-Ferrand-6     | Nadine Déat               |       | PS    | Sylvie Léger              |       | EÉLV  |
| Clermont-Ferrand-6     | Patrick Raynaud           |       | PS    | Patrick Raynaud           |       | PS    |
| Cournon-d'Auvergne     | Bertrand Pasciuto         |       | GRS   | Hervé Prononce            |       | UDI   |
| Cournon-d'Auvergne     | Monique Pouille           |       | PS    | Corinne Mielvaque         |       | DVD   |
| Gerzat                 | Émilie Guédouah-Vallée    |       | PS    | Émilie Guédouah-Vallée    |       | PS    |
| Gerzat                 | Serge Pichot              |       | DVG   | Serge Pichot              |       | DVG   |
| Issoire                | Bertrand Barraud          |       | LR    | Bertrand Barraud          |       | LR    |
| Issoire                | Jocelyne Bouquet          |       | LREM  | Isabelle Vallée           |       | DVD   |
| Lezoux                 | Florent Moneyron          |       | PS    | Célia Bernard             |       | DVD   |
| Lezoux                 | Monique Rougier           |       | PS    | Cédric Dauduit            |       | DVD   |
| Maringues              | Caroline Dalet            |       | PCF   | Alexandra Virlogeux       |       | DVG   |
| Maringues              | Éric Gold                 |       | LREM  | Éric Gold                 |       | LREM  |
| Les Martres-de-Veyre   | Gilles Pétel              |       | PS    | Gilles Pétel              |       | PS    |
| Les Martres-de-Veyre   | Bernadette Troquet        |       | DVG   | Catherine Pham            |       | PS    |
| Les Monts du Livradois | Jean-Luc Coupat           |       | MR    | Aude Burias               |       | DVG   |
| Les Monts du Livradois | Dominique Giron           |       | MR    | Éric Dubourgnoux          |       | PCF   |
| Orcines                | Martine Bony              |       | DVD   | Martine Bony              |       | DVD   |
| Orcines                | Jean-Marc Boyer           |       | LR    | Jean-Marc Boyer           |       | LR    |
| Pont-du-Château        | Gérard Betenfeld          |       | PS    | Joël-Michel Derré         |       | DVC   |
| Pont-du-Château        | Nathalie Cardona          |       | PS    | Valérie Passarieu         |       | DVC   |
| Riom                   | Stéphanie Flori-Dutour    |       | LR    | Stéphanie Flori-Dutour    |       | LR    |
| Riom                   | Jean-Philippe Perret      |       | DVD   | Jean-Philippe Perret      |       | DVD   |
| Saint-Éloy-les-Mines   | Pierrette Daffix-Ray      |       | MR    | Joselyne Lelong           |       | DVC   |
| Saint-Éloy-les-Mines   | Laurent Dumas             |       | PS    | Jérôme Gaumet             |       | DVD   |
| Saint-Georges-de-Mons  | Grégory Bonnet            |       | DVG   | Grégory Bonnet            |       | DVG   |
| Saint-Georges-de-Mons  | Clémentine Raineau        |       | DVG   | Clémentine Raineau        |       | DVG   |
| Saint-Ours             | Audrey Manuby             |       | DVD   | Audrey Manuby             |       | DVD   |
| Saint-Ours             | Lionel Muller             |       | LR    | Cédric Rougheol           |       | LR    |
| Le Sancy               | Élisabeth Crozet          |       | PS    | Élisabeth Crozet          |       | PS    |
| Le Sancy               | Lionel Gay                |       | DVG   | Lionel Gay                |       | DVG   |
| Thiers                 | Olivier Chambon           |       | DVG   | Olivier Chambon           |       | DVG   |
| Thiers                 | Annie Chevaldonné         |       | G.s   | Hélène Boudon             |       | DVG   |
| Vic-le-Comte           | Antoine Desforges         |       | PS    | Antoine Desforges         |       | PS    |
| Vic-le-Comte           | Jeanne Espinasse          |       | PS    | Jeanne Espinasse          |       | PS    |

### Conseillers régionaux
Présidence : Laurent Wauquiez (Haute-Loire)
|            | Parti | Siège |
| ---------- | ----- | ----- |
| Majorité   |       |       |
|            | LR    | 9     |
|            | DVD   | 2     |
|            | MoDem | 1     |
|            | LMR   | 1     |
| Opposition |       |       |
|            | UDI   | 1     |
|            | PS    | 1     |
|            | EELV  | 1     |
|            | PCF   | 1     |
|            | G.s   | 1     |
|            | PRG   | 1     |
|            | RN    | 1     |

### Maires

Carte des 464 communes du Puy-de-Dôme au 1er janvier 2022.

| Commune            | Maire                   |  | Parti | Élection | Population |
| ------------------ | ----------------------- |  | ----- | -------- | ---------- |
| Aubière            | Sylvain Casildas        |  | DVD   | 2020     | 10 273     |
| Beaumont           | Jean-Paul Cuzin         |  | DVD   | 2020     | 10 787     |
| Cébazat            | Flavien Neuvy           |  | UDI   | 2014     | 8 949      |
| Chamalières        | Louis Giscard d'Estaing |  | UDI   | 2005     | 17 591     |
| Clermont-Ferrand   | Olivier Bianchi         |  | PS    | 2014     | 147 751    |
| Cournon-d'Auvergne | François Rage           |  | PS    | 2020     | 20 020     |
| Gerzat             | Serge Pichot            |  | DVG   | 2020     | 10 268     |
| Issoire            | Bertrand Barraud        |  | LR    | 2014     | 15 078     |
| Lempdes            | Henri Gisselbrecht      |  | DVD   | 2014     | 8 646      |
| Pont-du-Château    | Patrick Perrin          |  | DVG   | 2019     | 12 422     |
| Riom               | Pierre Pécoul           |  | DVD   | 2014     | 18 680     |
| Thiers             | Stéphane Rodier         |  | DVG   | 2020     | 11 686     |

### Autres personnalités politiques
- La centenaire Ángeles Flórez Peón (1918-2024), célèbre femme politique républicaine espagnole du PSOE, considérée comme la dernière soldate survivante de la guerre d'Espagne, a été accueillie durant son exil dans le département du Puy-de-Dôme, dans la ville de tradition ouvrière de Saint-Éloy-les-Mines[2].